# Devoniano
| Carbonifero                                                                                         | Mississippiano | Tournaisiano | Più recente |
| Devoniano                                                                                           | Superiore      | Famenniano   | 372,15±0,46 |
| Devoniano                                                                                           | Superiore      | Frasniano    | 382,31±1,36 |
| Devoniano                                                                                           | Medio          | Givetiano    | 387,95±1,04 |
| Devoniano                                                                                           | Medio          | Eifeliano    | 393,47±0,99 |
| Devoniano                                                                                           | Inferiore      |              |             |
| Devoniano                                                                                           | Emsiano        | 410,62±1,95  |             |
| Devoniano                                                                                           | Praghiano      | 413,02±1,91  |             |
| Devoniano                                                                                           | Lochkoviano    | 419,62±1,36  |             |
| Siluriano                                                                                           | Pridoliano     | -            | Più antico  |
| Suddivisione del sistema del Devoniano secondo la Commissione internazionale di stratigrafia (ICS). |                |              |             |

Nella Scala dei tempi geologici, il Devoniano (da Devon, contea dell'Inghilterra dove gli affioramenti di rocce di questo periodo sono abbondanti) è il quarto dei sei periodi in cui è suddivisa l'era del Paleozoico, che a sua volta è la prima delle tre in cui è suddiviso l'eone Fanerozoico.
Il Devoniano è compreso tra 419,62 ± 1,36 e 358,86 ± 0,19 milioni di anni fa (Ma), preceduto dal Siluriano e seguito dal Carbonifero.
Alla fine del Devoniano scomparve circa il 60% delle specie allora viventi, in seguito ad un'estinzione di massa che alcuni studiosi attribuiscono, come quella dei dinosauri nel Cretaceo, all'impatto di un asteroide con la Terra in quella che ora è lo stato del Nevada ("Evento di Alamo").

## Suddivisione

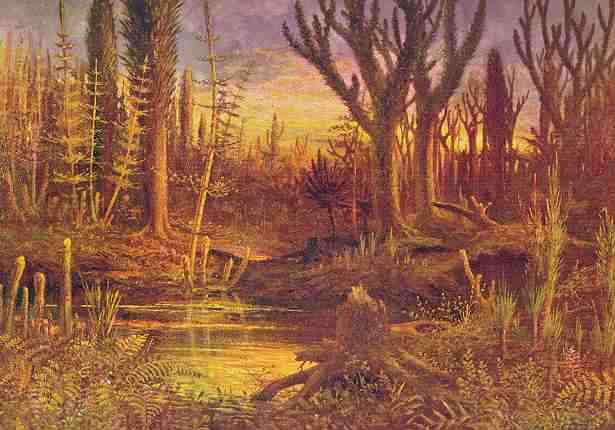
Ricostruzione di un paesaggio del Devoniano.

La Commissione Internazionale di Stratigrafia, riconosce per il Devoniano una suddivisione in tre epoche e sette Età, o piani, ordinati dal più recente al più antico secondo il seguente schema:
- Devoniano superiore o Condrusiano 
  - Famenniano (372,15 ± 0,46 - 358,86 ± 0,19 Ma)
  - Frasniano (382,31 ± 1,36 - 372,15 ± 0,46 Ma)
- Devoniano medio
  - Givetiano (387,95 ± 1,04 - 382,31± 1,36 Ma)
  - Eifeliano (393,47 ± 0,99 - 387,95 ± 1,04 Ma)
- Devoniano inferiore o Renano 
  - Emsiano (410,65 ± 1,95 - 393,47 ± 0,99 Ma)
  - Praghiano (413,02 ± 1,91 - 410,62 ± 1,95 Ma)
  - Lochkoviano (419,62 ± 1,36 - 413,02 ± 1,91 Ma)

## Definizioni stratigrafiche e GSSP
La base del Devoniano, che coincide con quella del suo primo piano, il Lochkoviano, è fissata alla prima comparsa negli orizzonti stratigrafici dei graptoliti della specie Monograptus uniformis.
Il limite superiore, che segna anche il confine tra Devoniano e Carbonifero, è fissato alla comparsa dei conodonti della specie Siphonodella sulcata.

### GSSP
Il GSSP, il profilo stratigrafico di riferimento della Commissione Internazionale di Stratigrafia, è identificato in una sezione della collina di Klonk, nel comune di Suchomasty, nel distretto di Okres Beroun, a sud-ovest di Praga, nella Repubblica Ceca. È nello strato 20 che fanno la loro comparsa per la prima volta i graptoliti della specie Monograptus uniformis.

## Paleogeografia

Il supercontinente Euramerica durante il Devoniano.

La paleogeografia del Devoniano è dominato dal supercontinente Gondwana nell'emisfero meridionale, dal continente Siberia al nord e dalla formazione del piccolo supercontinente Euramerica al centro. Fu un periodo di grande attività tettonica nella Laurasia, risultato dell'unione tra Laurentia, la Siberia e la Gondwana.
La Laurasia si formò all'inizio del Devoniano in seguito alla collisione tra la Laurentia e la Baltica e si posizionò all'altezza del Tropico del Capricorno, una zona particolarmente arida anche allora, soggetta alla convergenza delle due grandi correnti di circolazione atmosferica dette cella di Hadley e cella di Ferrel.
In questo caso i deserti formarono gli antichi depositi sedimentari di arenaria rossa composta di ematite, ferro ossidato di colore rossastro, tipica delle zone secche senza sostanza organica. La formazione delle arenarie rosse antiche, old red sandstone, e del materiale terrigeno che costituisce questi depositi è strettamente associata all'erosione delle catene montuose della Caledonia, che erano state sollevate dalla collisione degli antichi continenti Avalonia, Baltica e Laurentia durante l'orogenesi caledoniana.
Nel tardo Devoniano l'arco vulcanico cominciò ad avvicinarsi alla piattaforma continentale, preludio dell'orogenesi antleriana che si attuò nel successivo Carbonifero.

## Clima
Il Devoniano fu un periodo relativamente caldo e probabilmente privo di ghiacciai. La ricostruzione della temperatura superficiale delle acque del mare in base alla distribuzione dei Conodonti negli strati di apatite, indica un valore di 30 °C nel Devoniano inferiore. Il livello dell'anidride carbonica nell'aria si abbassò notevolmente perché lo sviluppo delle neonate foreste sottrasse il carbonio dall'atmosfera e con la caduta nel terreno degli alberi, lo fissò nei sedimenti. Questo può anche spiegare la causa del raffreddamento di circa 5 °C che si verificò nel Devoniano medio. Nel tardo Devoniano la temperatura ritornò ai valori del primo periodo, come si può dedurre dalla distribuzione delle piante.
Le condizioni climatiche influenzarono anche lo sviluppo della vita nelle scogliere marine; le forme microbiche furono probabilmente le più attive nella costruzione delle scogliere nei periodi caldi, mentre i coralli e le spugne stromatoporoidi assunsero un ruolo dominante nei periodi più temperati. Il riscaldamento del tardo Devoniano può aver contribuito all'estinzione degli stromatoporoidi.

## Fauna
Nei mari, le comunità di piattaforma carbonatica raggiungono il massimo sviluppo e la massima diversificazione di tutto il Paleozoico, con comunità a tetracoralli, tabulati e stromatoporoidi. Il livello del mare nel Devoniano era generalmente alto e la fauna marina continuava ad essere dominata da briozoi, con l'abbondante presenza di numerosi brachiopodi, degli enigmatici Hederelloidea, dei Microconchida e dei coralli. I crinoidi erano abbondanti, e i trilobiti erano ancora abbastanza comuni, anche se in declino. Tra i vertebrati, i pesci con una corazza ossea senza mascelle, gli ostracodermi, sono diminuiti in diversità, mentre i pesci con mascelle (gnatostomi) sono aumentati contemporaneamente sia in mare che in acqua dolce. I placodermi corazzati erano numerosi durante gli stadi più antichi del periodo; si estinsero nel tardo Devoniano, forse a causa della competizione per il cibo contro le altre specie ittiche. 
Con la crisi biologica del Devoniano Superiore (transizione Frasniano-Famenniano), questo complesso ecosistema subisce un collasso e una drastica riduzione della distribuzione su scala globale, tanto che le successive piattaforme carbonatiche paleozoiche saranno prevalentemente di tipo microbialitico (costruite cioè prevalentemente da batteri e alghe unicellulari). Per quanto riguarda i cefalopodi, sono ancora molto diffusi i nautiloidi, soprattutto gli ortoceratidi, ma le ammoniti, comparse all'inizio del periodo con forme primitive a sutura semplice (goniatiti), si diffondono rapidamente fino ad una evoluzione esplosiva nel Devoniano Medio e Superiore. Compaiono i condritti (pesci cartilaginei) e gli osteitti (pesci ossei) che si diversificano e svolsero un ruolo importante nei mari del Devoniano. l primo genere abbondante di squalo, il Cladoselache, apparve negli oceani durante il periodo. Alla fine del periodo si estinguono gli ostracodermi. 
In terra, tra gli artropodi compaiono gli insetti senza ali, prime forme documentate di vita animale terrestre. 
Compare un particolare gruppo di pesci dalle pinne carnose noti come tetrapodomorfi, dalle caratteristiche intermedie tra pesci e anfibi. Tra questi, Panderichthys era probabilmente un abitatore dei fondali, mentre sembra che Tiktaalik fosse un abituale frequentatore delle terre emerse. 
Nel Devoniano superiore compaiono anche gli anfibi con il genere Ichthyostega. 
Ma questo periodo, detto anche "Età dei pesci", si distingue per la varietà e l'abbondanza degli abitanti degli oceani.

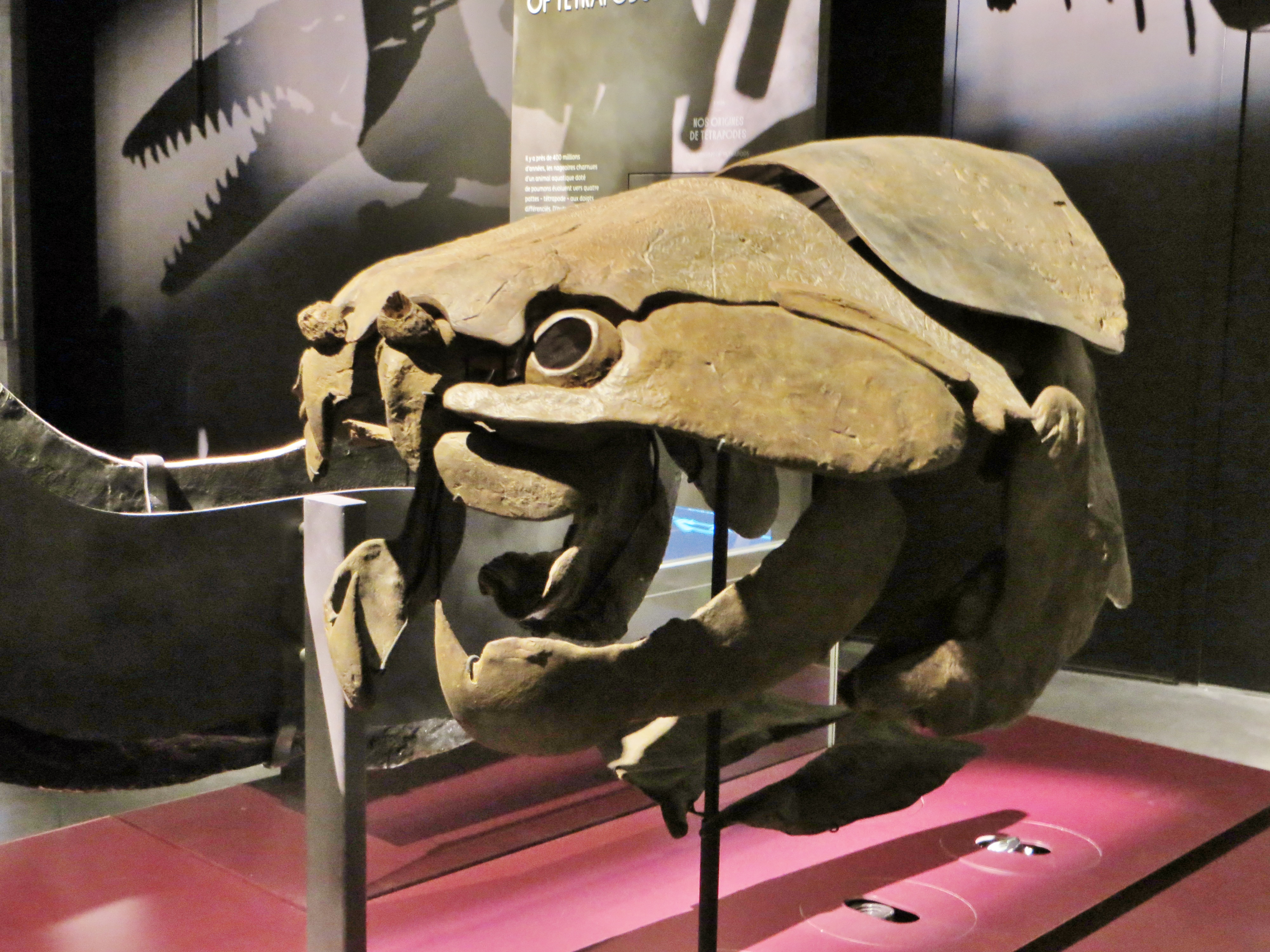
Dunkleosteus
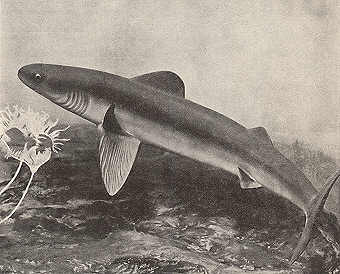
Cladoselache
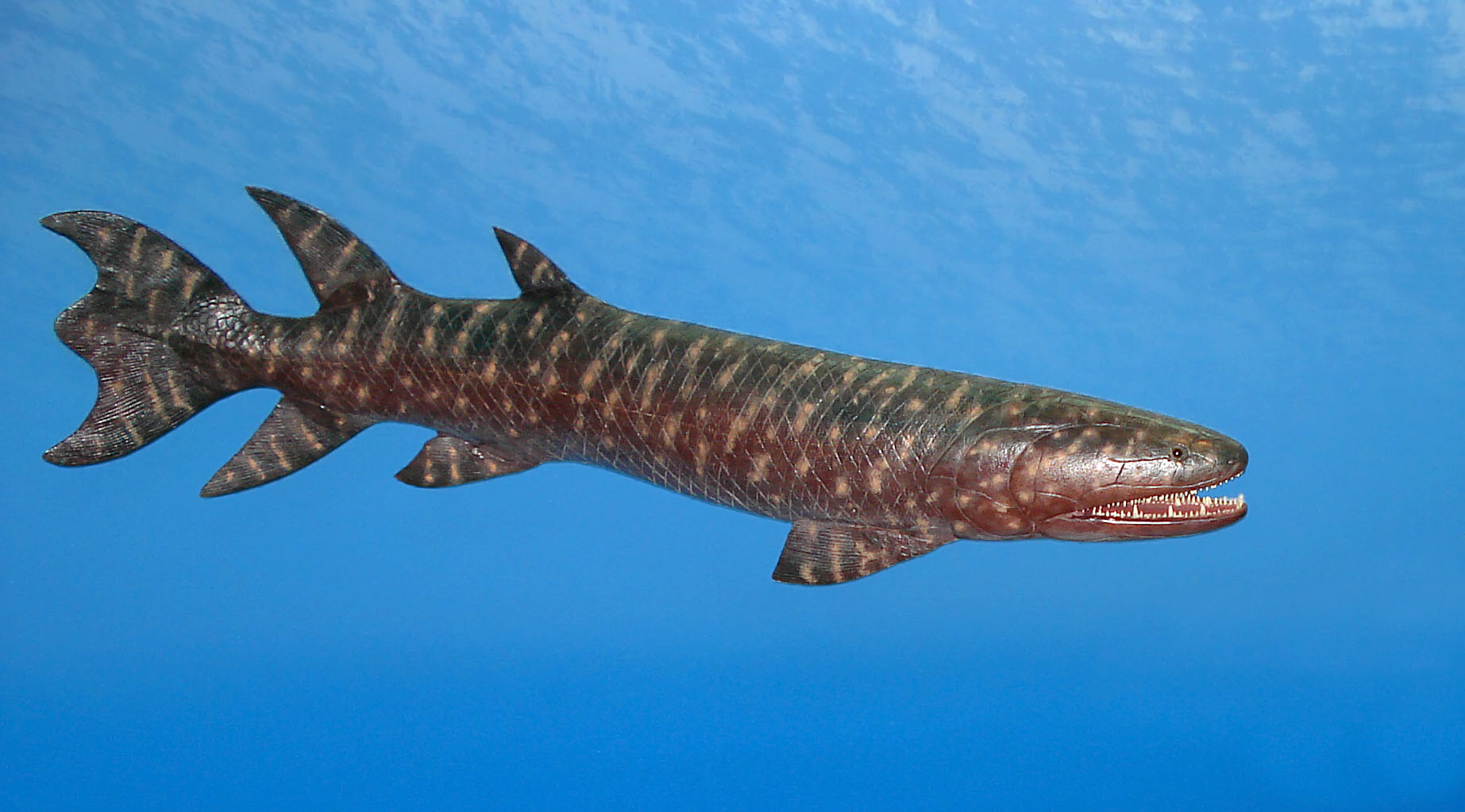
Eusthenopteron
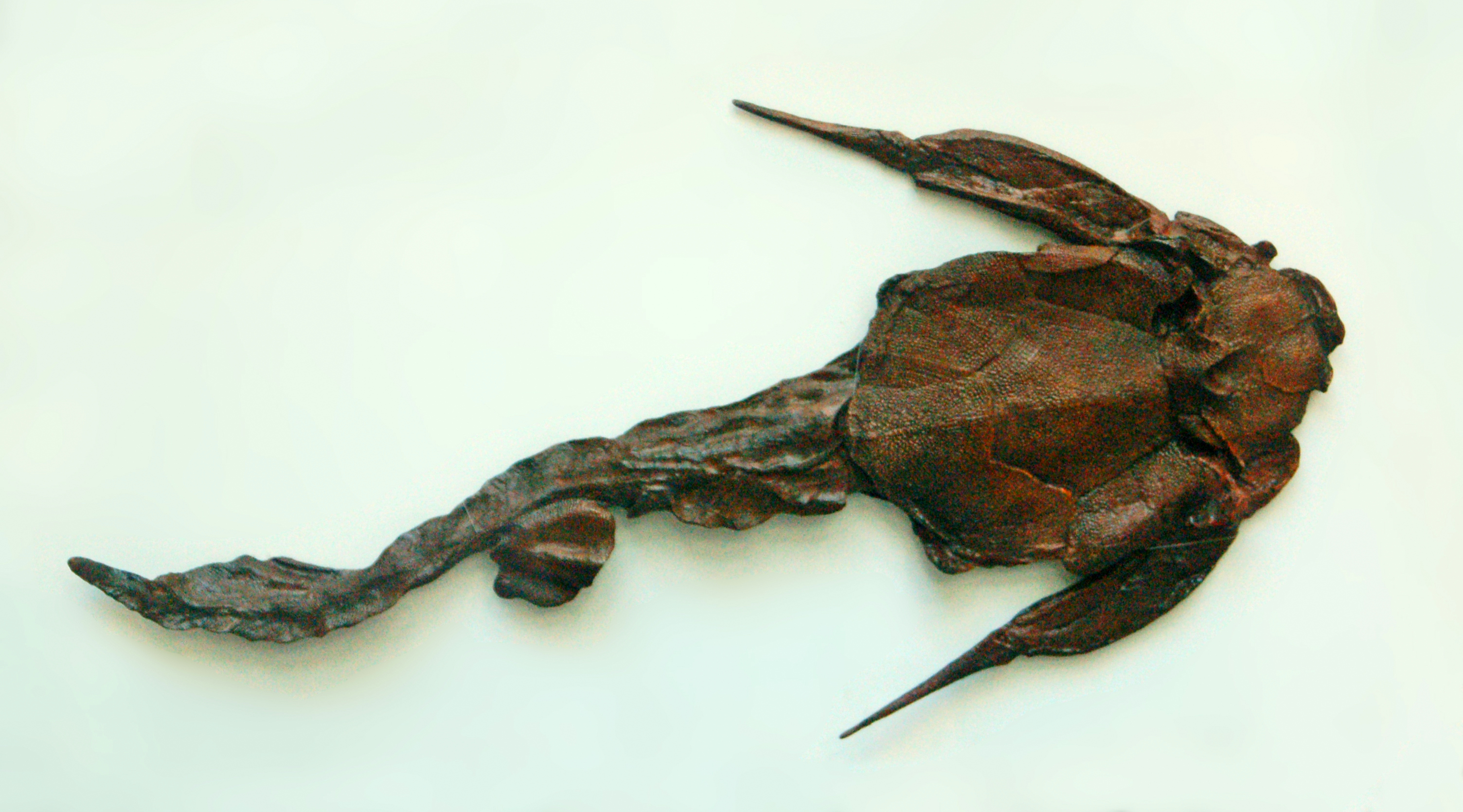
Bothriolepis
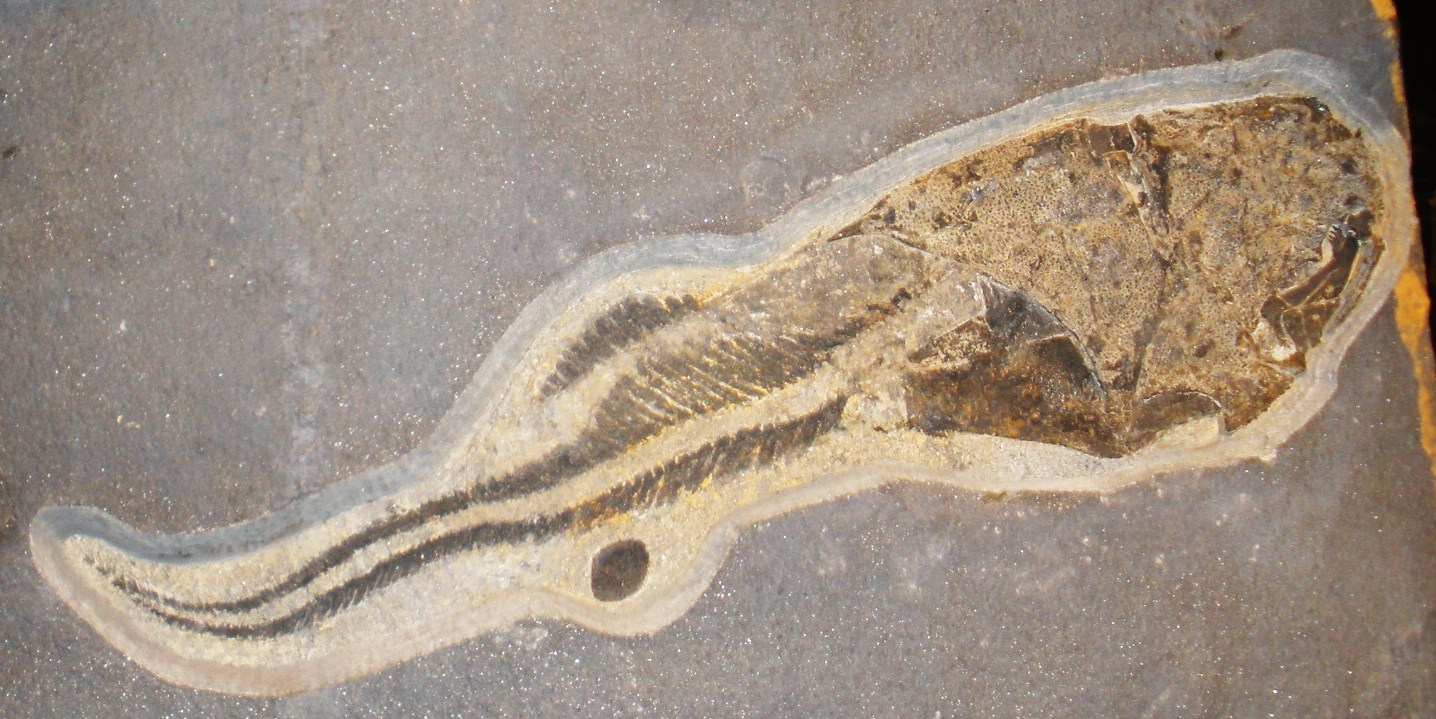
Coccosteus
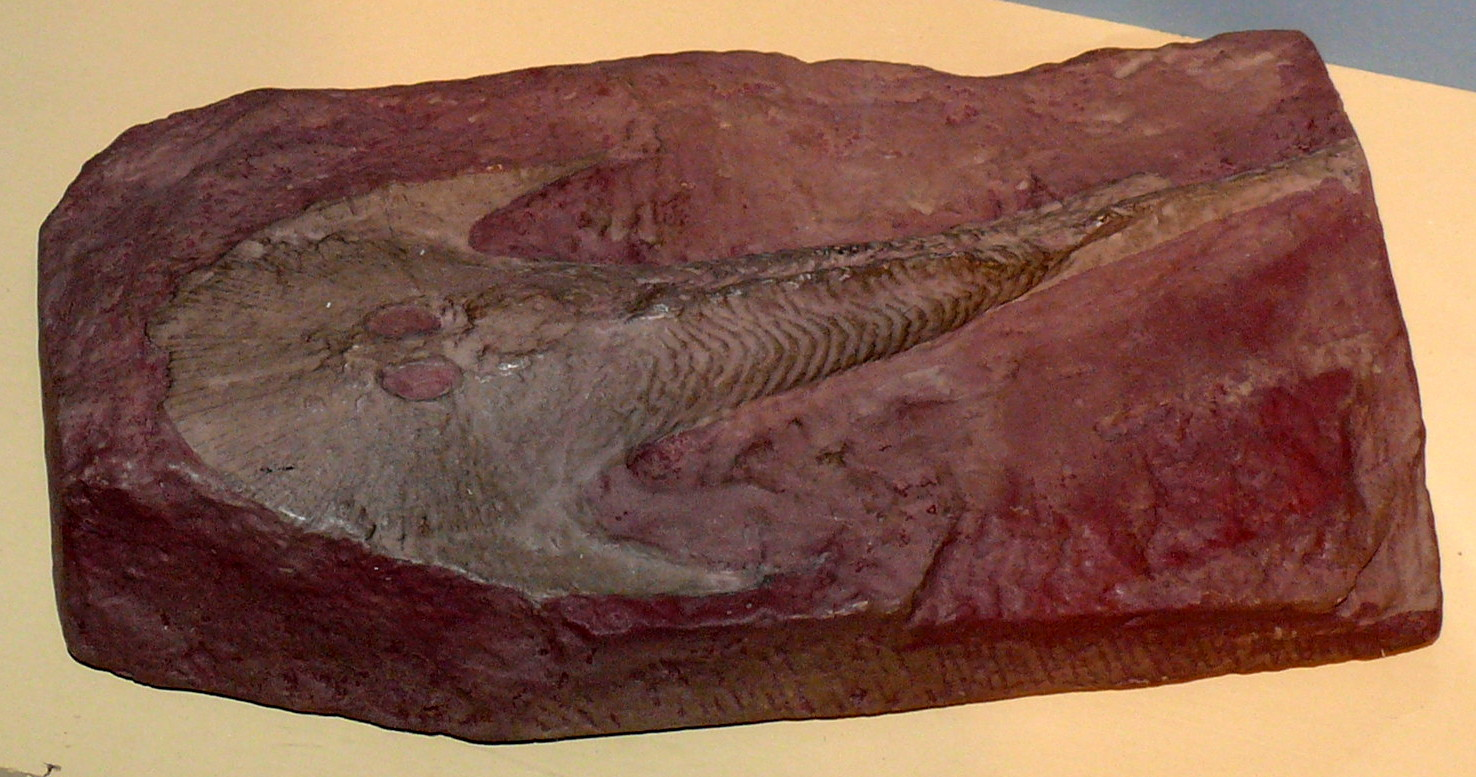
Cephalaspis
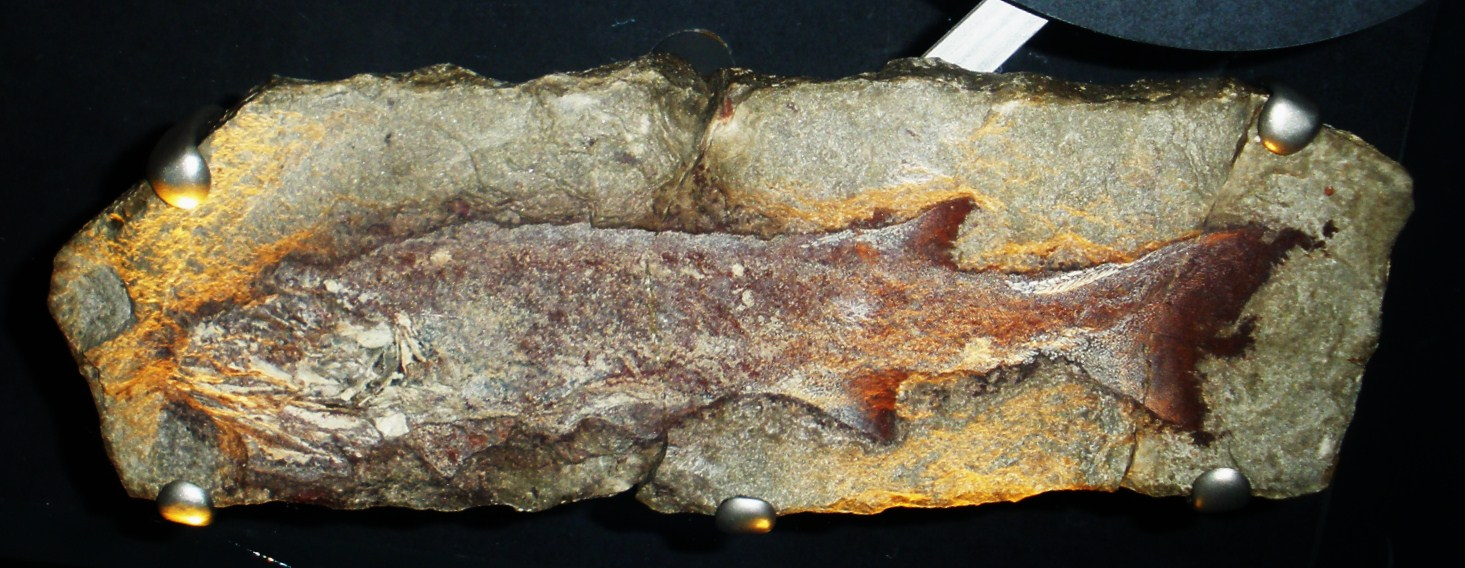
Cheirolepis
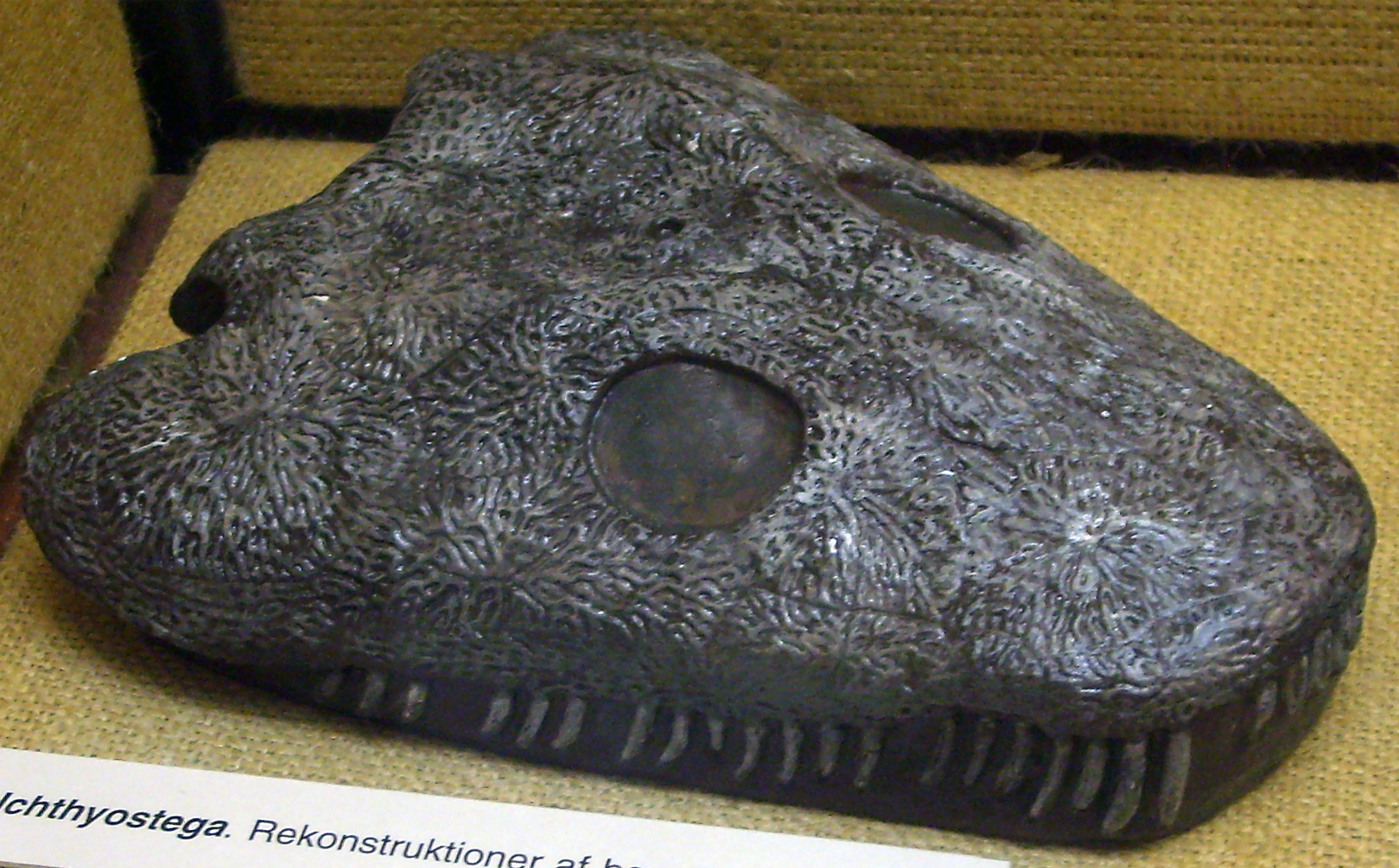
Ichthyostega
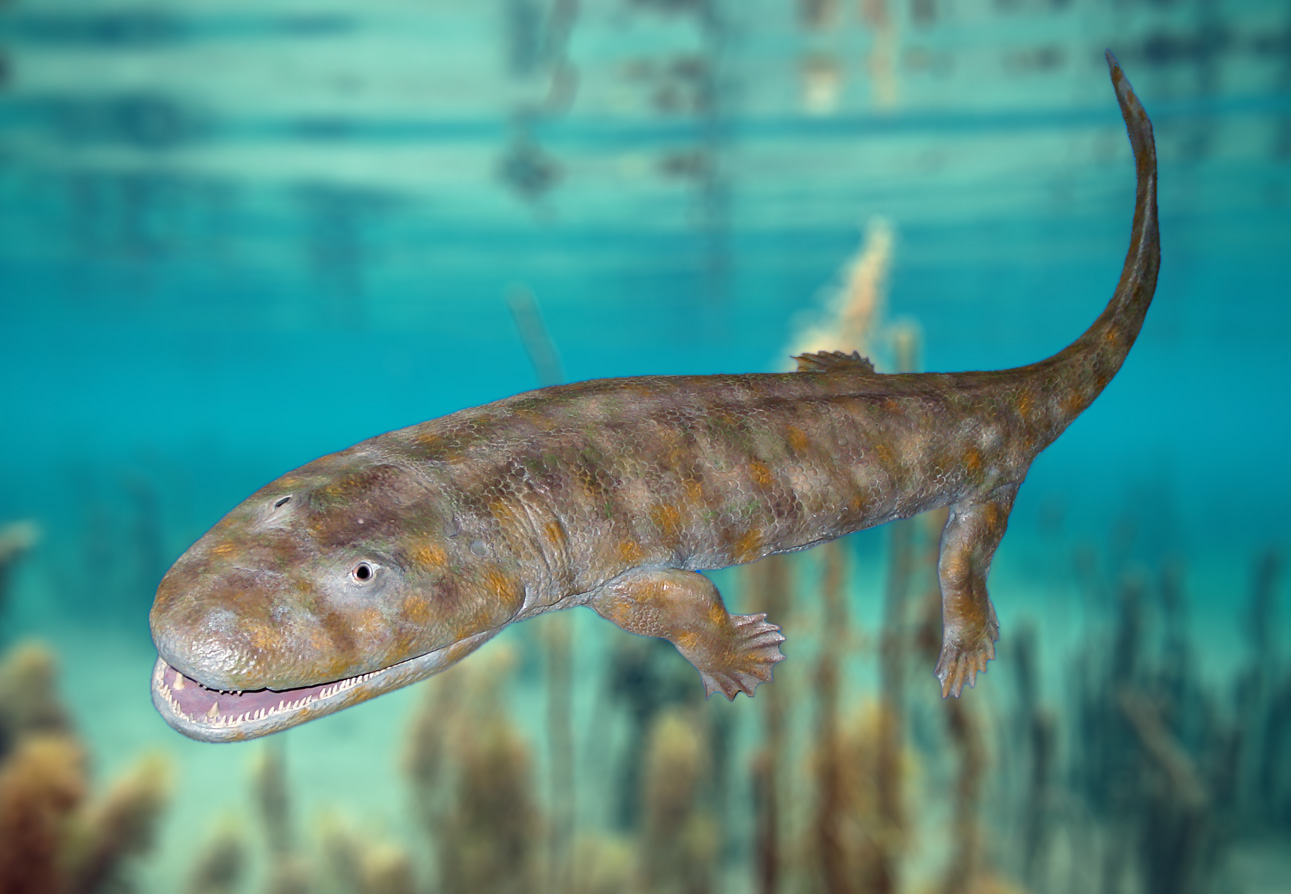
Acanthostega
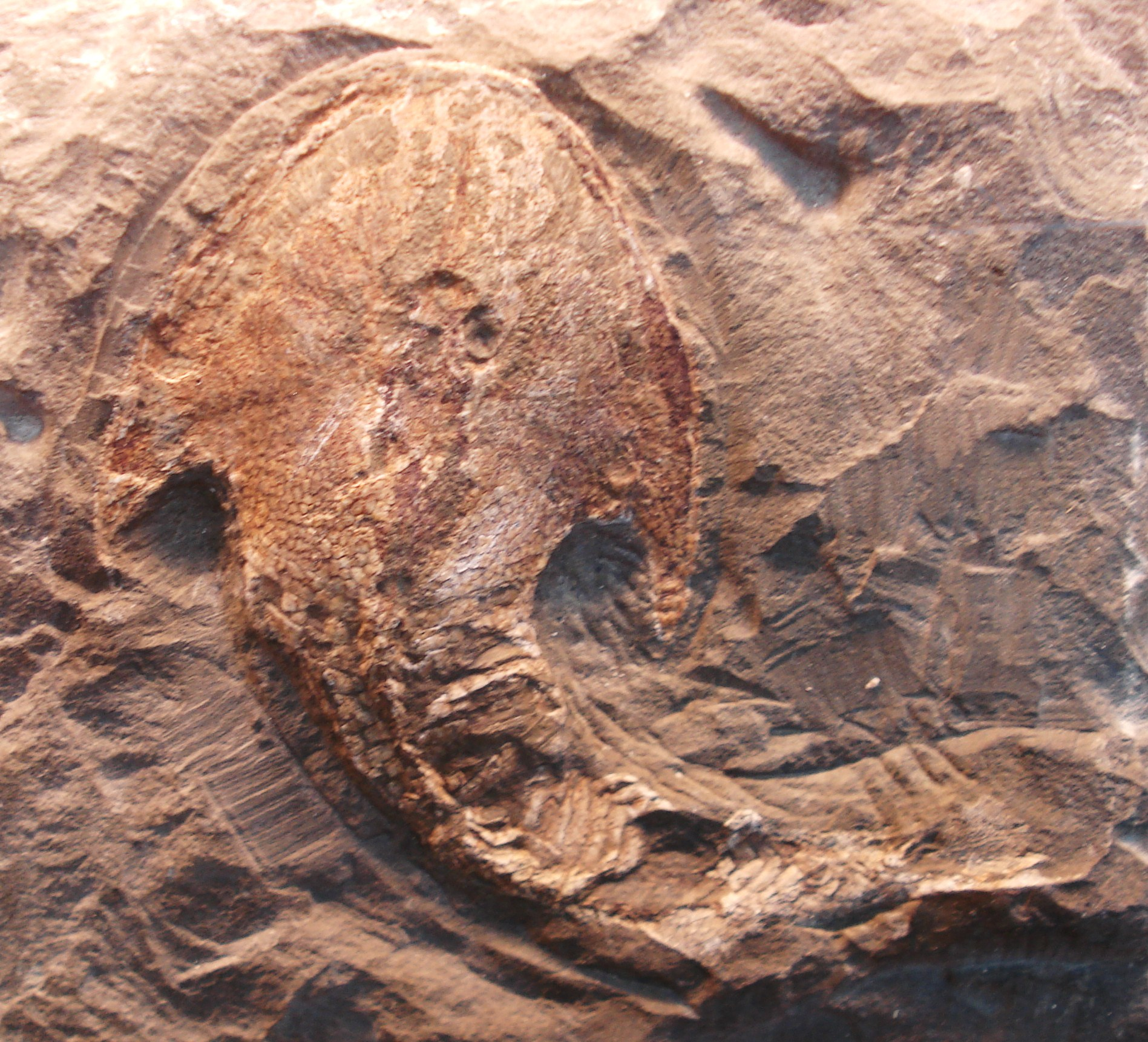
Hemicyclaspis
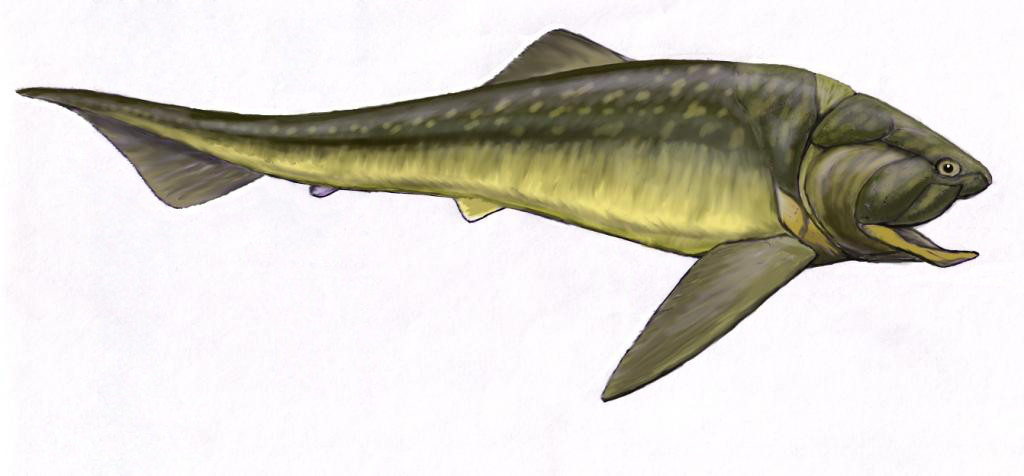
Titanichthys
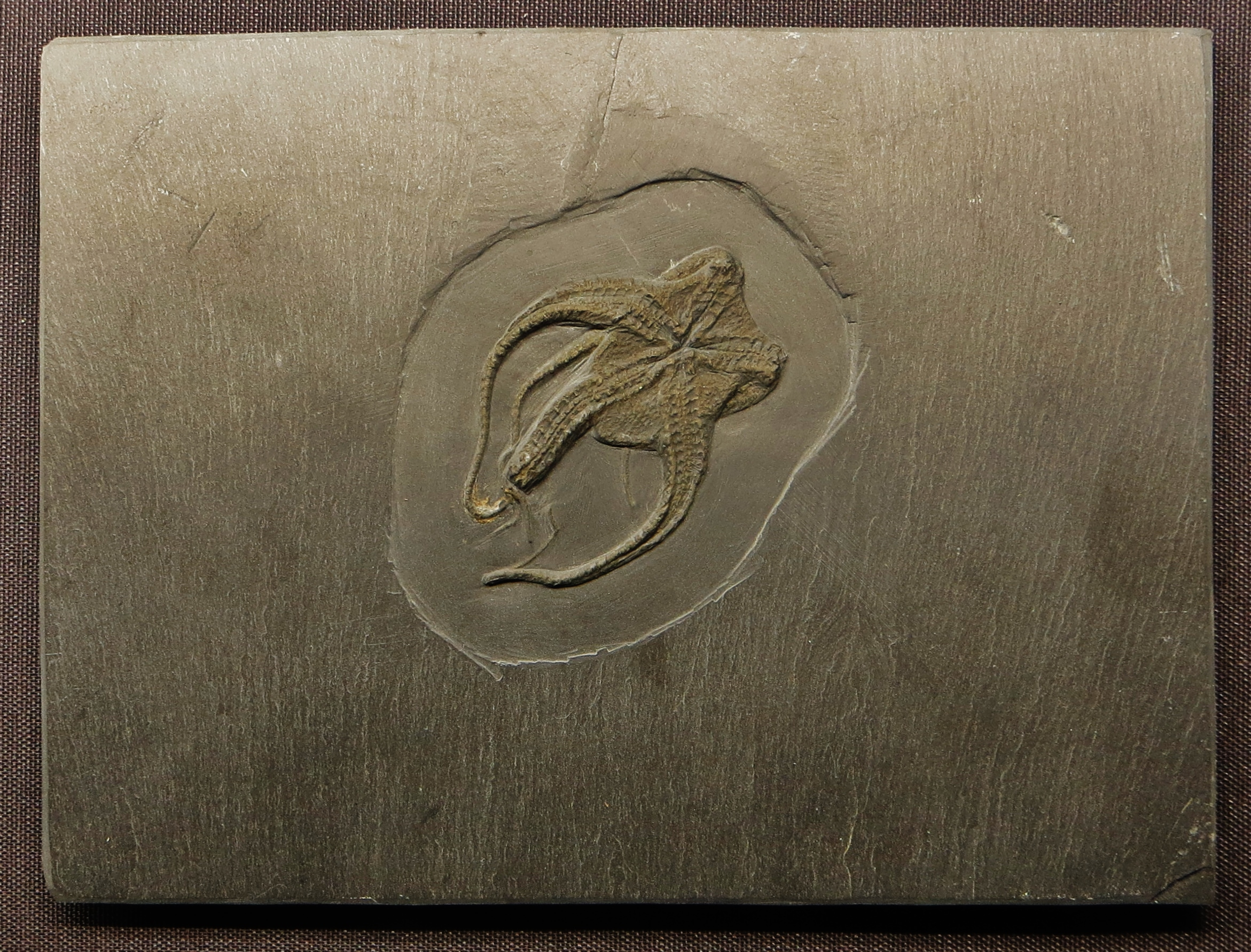
Bundebachia
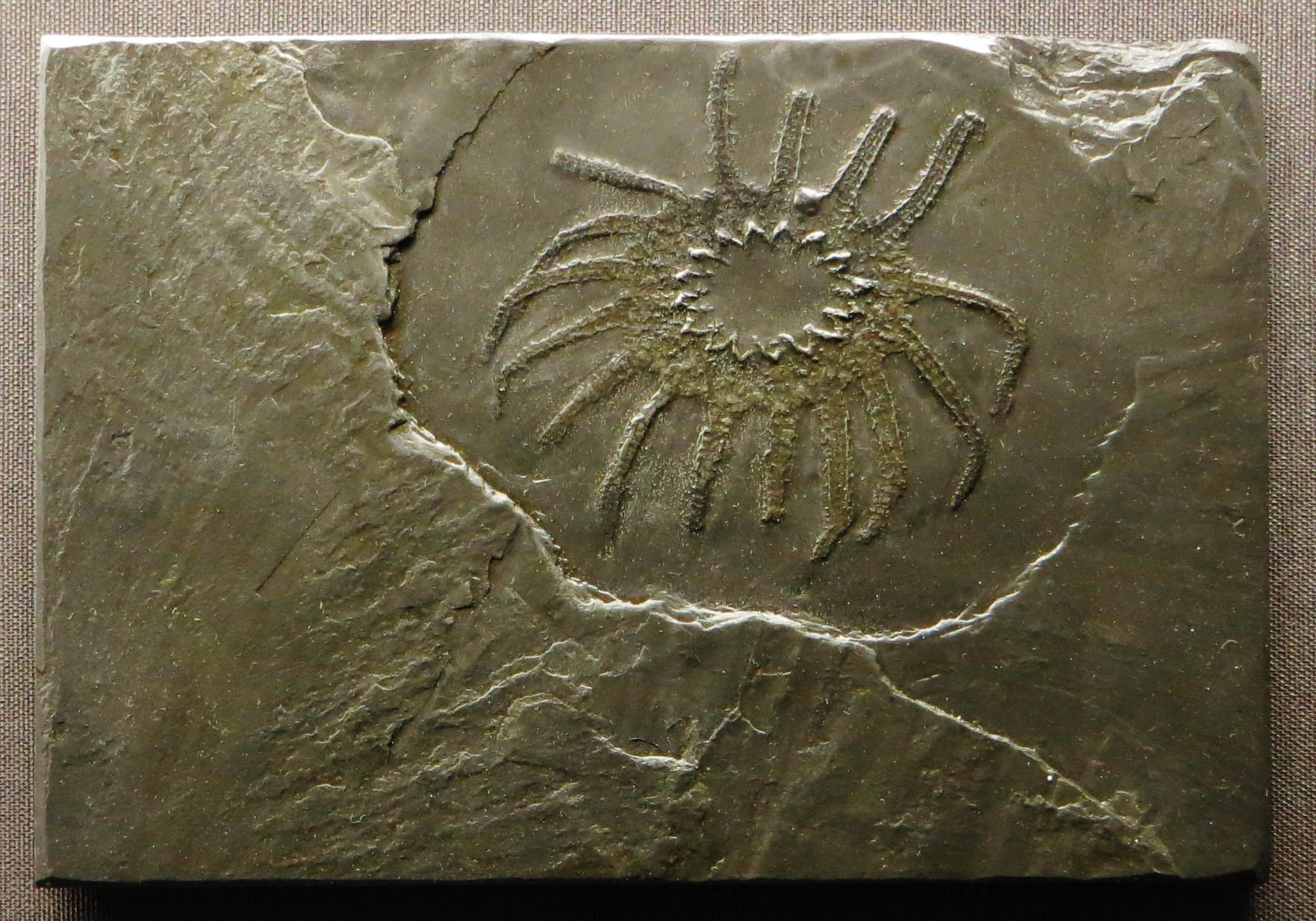
Heliantaster
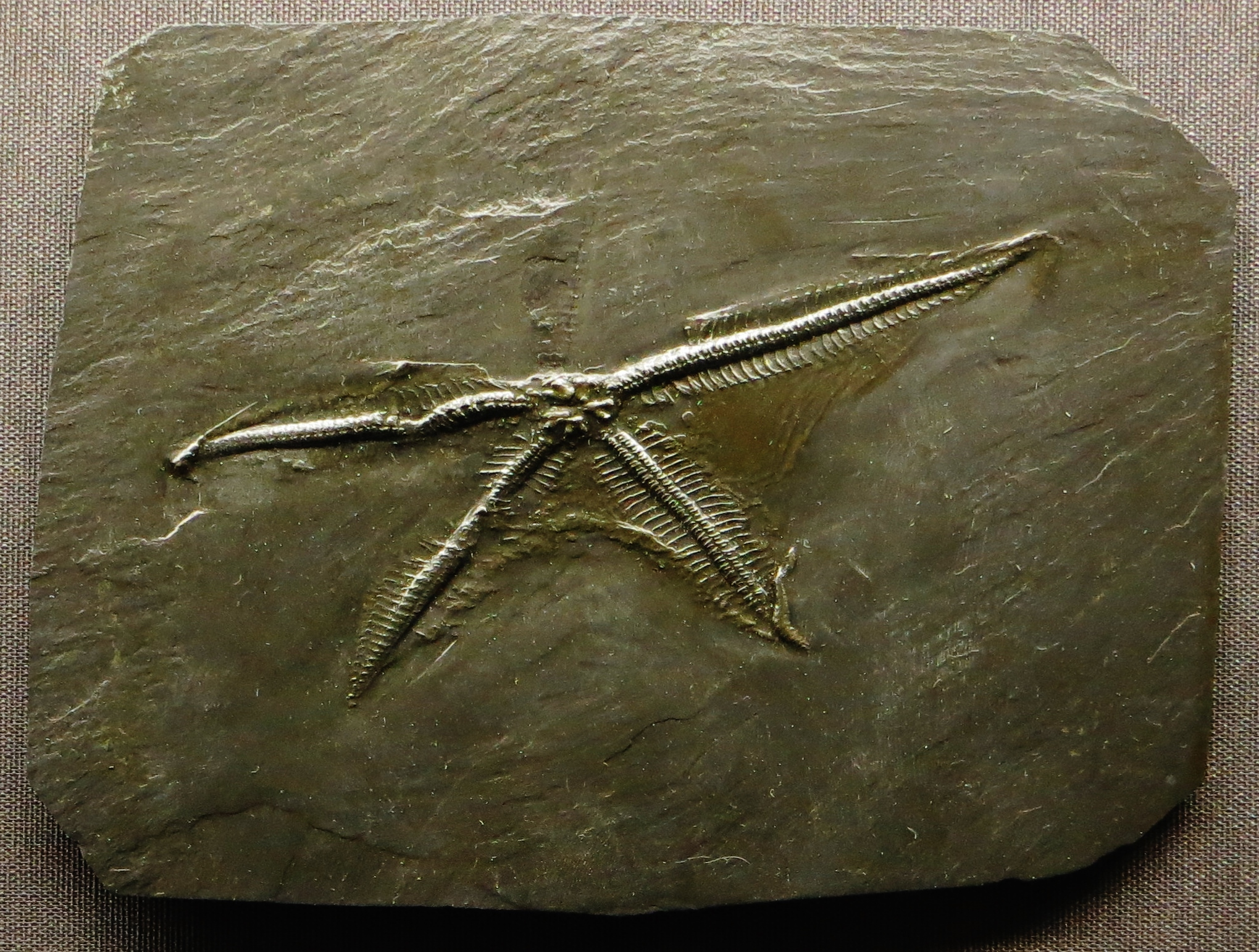
Loriolaster
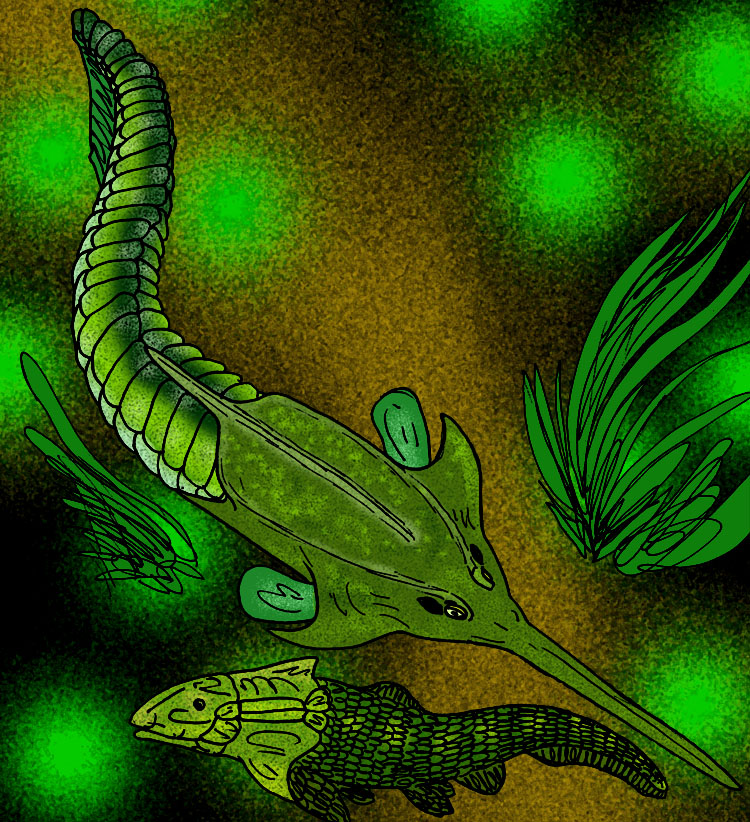
Pituriaspis""

## Flora

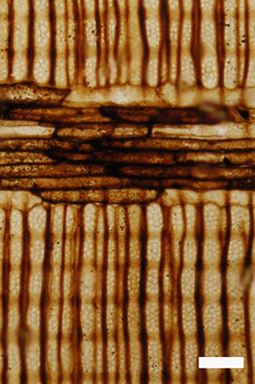
Taglio radiale in scala=0,1 mm di legno di Archaeopteris (Callixylon), pianta estinta del Devoniano

Le felci sono un gruppo antico, apparso già nel Devoniano inferiore . Erano molto diffuse le psilopsidi, si svilupparono gruppi di pteridofite quali licopsidi, sfenopsidi e pteropsidi e incominciarono ad apparire le prime spermatofite (pteridosperme e cordaitali, Archaeopteris ). Da segnalare le piante devoniane, come Protolepidodendron, Archaeopteris, Pseudosporochnus e Wattieza, e la Barrandeina. 

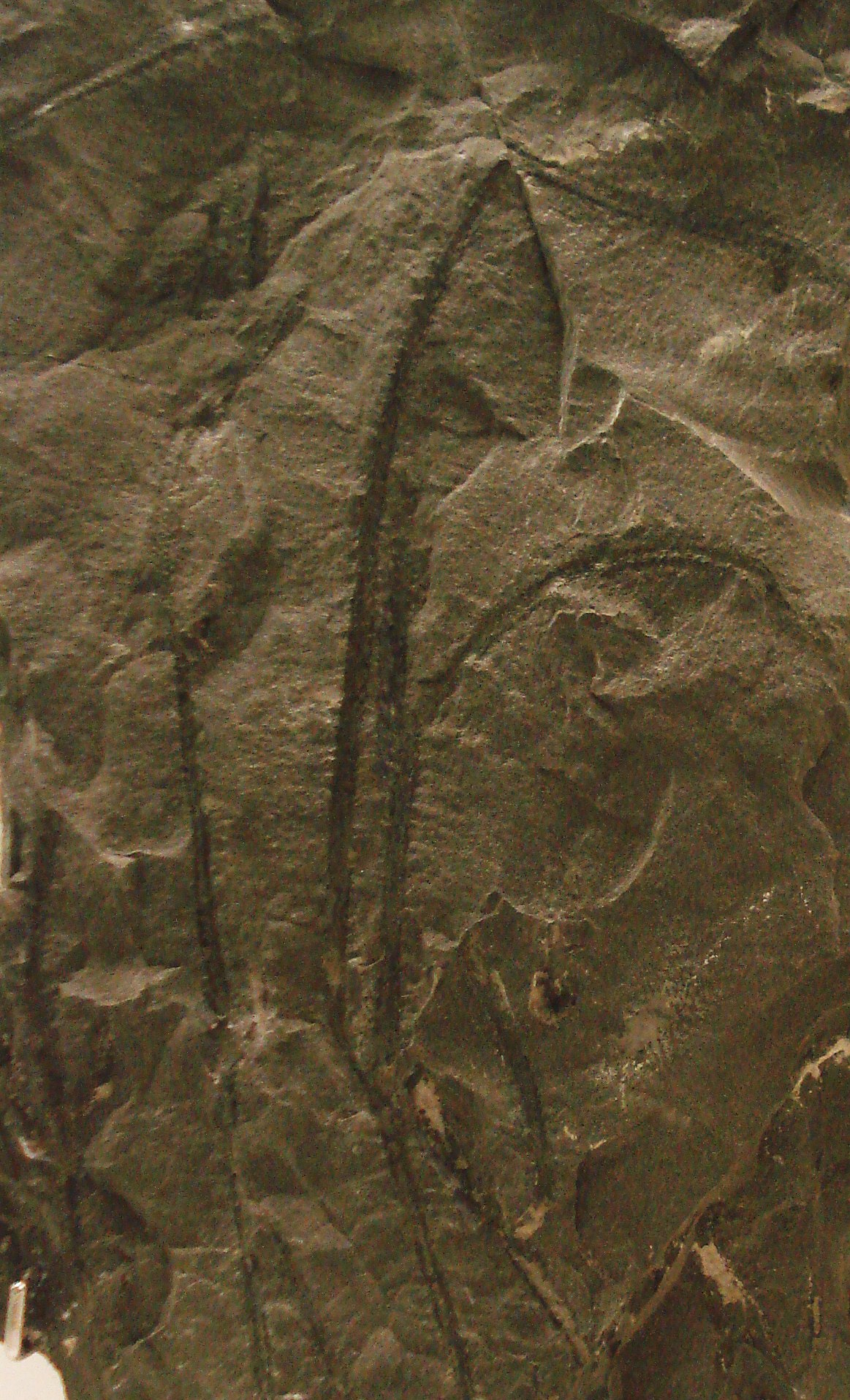
Psilophyton
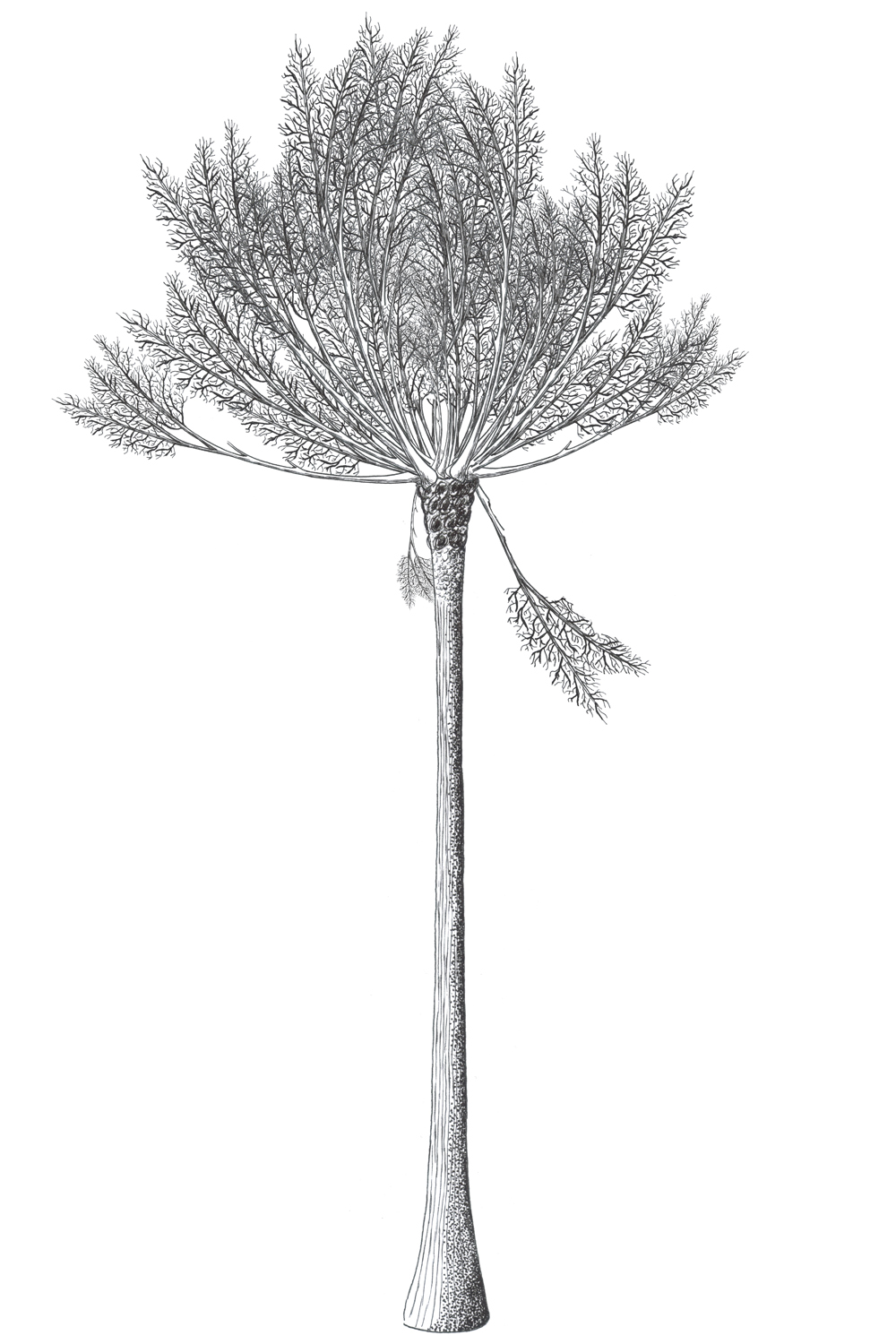
Pseudosporochnus
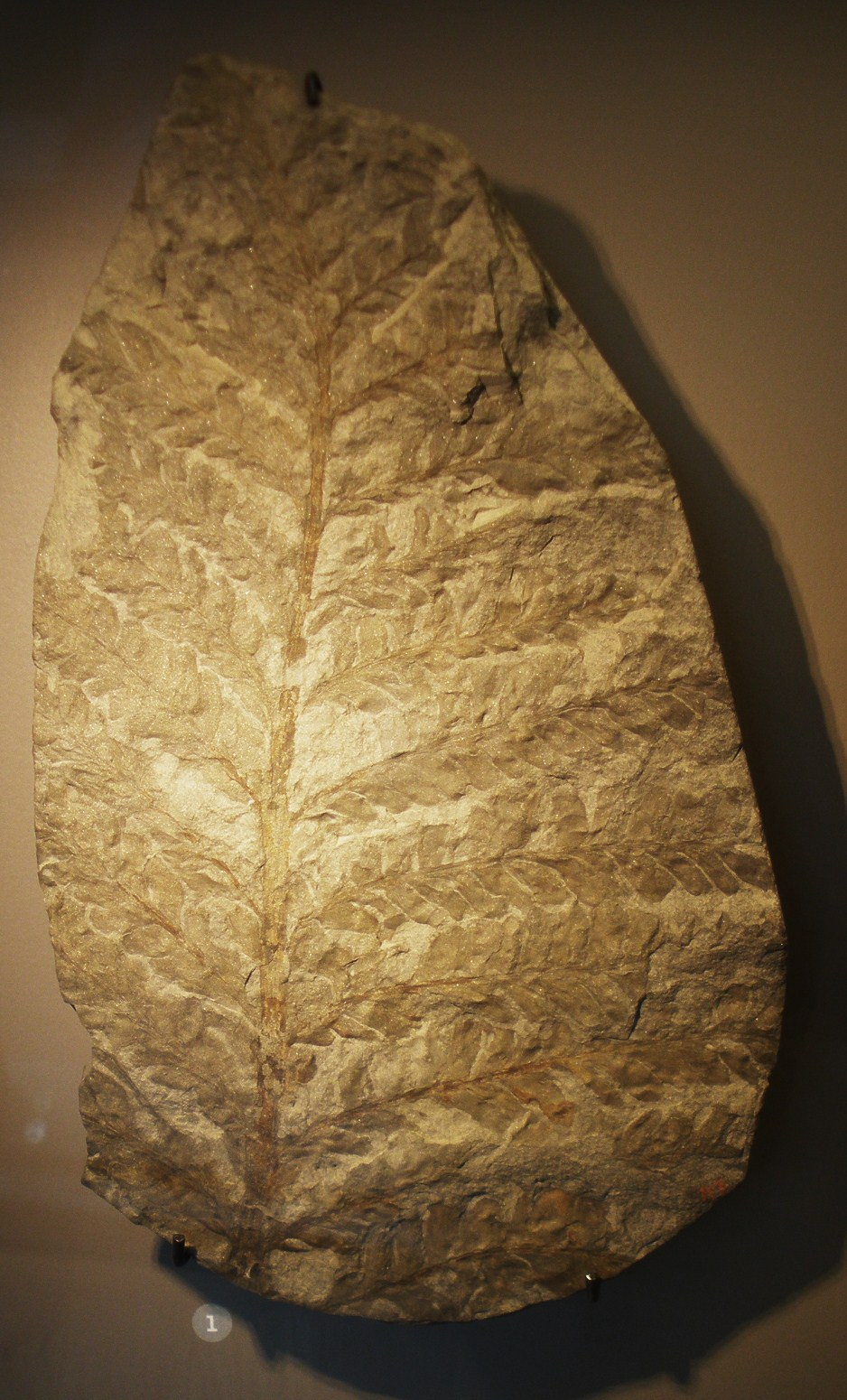
Archaeopteris

## Estinzione di massa
L'estinzione più importante si verificò all'inizio dell'ultima fase del periodo Devoniano, alla fine de Famenniano (il confine frasniano-famenniano), circa 372,2 milioni di anni fa, quando tutti i pesci fossili agnati, ad eccezione degli eterostraci psammosteidi, scomparvero improvvisamente. L'estinzione tardiva del Devoniano fu uno dei cinque eventi di estinzione più importanti nella storia del biota terrestre, e fu più drastica dell'evento di estinzione più nota che concluse il Cretaceo.
La crisi dell'estinzione del Devoniano colpì principalmente gli organismi marini, e colpì selettivamente gli organismi d'acqua calda poco profonda piuttosto che gli organismi d'acqua fredda. Il gruppo più importante ad essere colpito da questo evento di estinzione sono stati i costruttori dei grandi sistemi di reef del Devoniano. Tra i gruppi marini maggiormente colpiti vi erano i brachiopodi, trilobiti, ammoniti, conodonti, acritarchi, pesci senza mascella e tutti i placodermi. Le piante terrestri e le specie d'acqua dolce, come i nostri antenati tetrapodi, sono state relativamente poco colpite dall'evento di estinzione del Devoniano tardivo (un controargomento afferma che le estinzioni del Devoniano hanno quasi spazzato via i tetrapodi).
Uno studio pubblicato sulla rivista Proceedings of the National Academy of Sciences il 19 agosto 2020, elaborata dagli esperti dell'Università dell'Illinois, che hanno condotto uno studio per rintracciare degli isotopi radioattivi nelle rocce terrestri, ipotizza che potrebbe essere stata causata dall'esplosione di una o più stelle perché analizzando i campioni relativi al confine tra il periodo Devoniano e quello Carbonifero (commenta Brian Fields, docente presso l'Università dell'Illinois), è emerso che contengono centinaia di migliaia di generazioni di spore vegetali che sembrano aver subito l'impatto dei raggi solari e della luce ultravioletta, il che potrebbe rappresentare la prova di un evento di impoverimento dell'ozono di lunga durata. L'esperto spiega inoltre che le catastrofi terrestri come il vulcanismo possono compromettere l'integrità dello strato di ozono, ma una o più esplosioni di supernova a circa 65 anni luce di distanza dalla Terra potrebbero essere state responsabili della prolungata perdita di ozono. La chiave per dimostrare un evento esplosivo del genere (sostiene Zhenghai Liu, coautore dell'articolo) sarebbe rilevare gli isotopi radioattivi plutonio-244 e samario-146 nelle rocce e nei fossili depositati al momento dell'estinzione: nessuno di questi isotopi è presente naturalmente sulla Terra oggi, per cui l'unica spiegazione per la loro presenza sarebbe un'esplosione cosmica. Detta ipotesi resta comunque ancora oggetto di studio da parte degli scienziati.